# Pánev předpolí

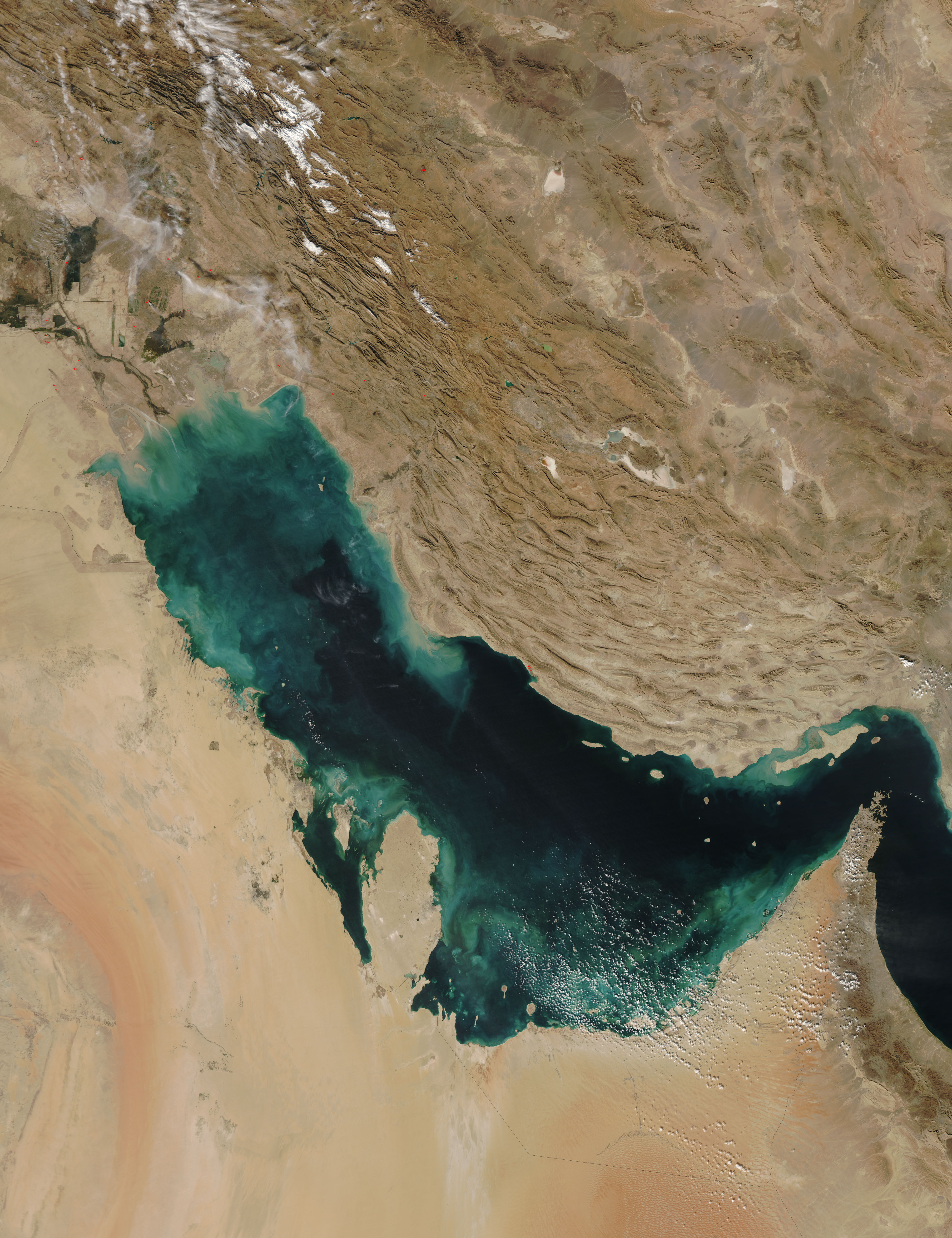
Perský záliv – předoblouková pánev vytvořená tlakem pohoří Zagros

Pánev předpolí (anglicky foreland basin) je sníženina podlouhlého tvaru, která vzniká na kontinentální kůře rovnoběžně s pásemným pohořím, mezi vznikajícím orogénem a přilehlým kratogénem. Hlavními procesy vedoucími ke vzniku pánve předpolí je subdukce a ohýbání desky v předpolí nasouvaného vrásově-násunového pásma.
Vzniká v důsledku nahromadění hmot v oblasti orogeneze, což má za následek ohyb litosféry před nasouvajícími bloky pohoří. Její šířka a hloubka je určována pevností ohýbané podložní litosféry a charakterem pásemného pohoří. Pánev předpolí je zaplňována sedimenty, které jsou přinášeny z erodovaných pohoří, tyto mohou dosáhnout obrovské tloušťky. Pánve předpolí představují jedno z posledních stádií vývoje pánví spojených s orogenezí. Hlavní část pánve předpolí se nazývá čelní prohlubeň, anglicky foredeep); tento výraz se ale běžně používá i jako synonymum pánve předpolí.

## Typy
Pánve předpolí lze rozdělit na dvě kategorie:
- Periferní pánve předpolí (okrajové pánve předpolí) se vyskytují na desce, která je předmětem subdukce či přesmyku podsunutím v důsledku kolize desek. Příklady jsou pánve na severní straně Alp (molasová pánev) a Karpat (vněkarpatské sníženiny) v Evropě nebo Gangská pánev v Asii.
- Retroarc pánve předpolí[4] se nacházejí na nasouvané desce během konvergence nebo kolize, tedy za vulkanickým obloukem spojeným se subdukcí oceánské kůry. Příkladem jsou Andské pánve v Jižní Americe nebo druhohorní až třetihorní pánve Skalnatých hor v Severní Americe.

## Vznik
Pánev předpolí vzniká po uzavření původní oceánské pánve, kdy čelní část pohybujícího se orogénu, kterou tvoří chaotické sedimenty seškrábnuté ze subdukovaného mořského dna (tzv. akreční klín), dosáhne při pohybu okraje platformy. V důsledku postupného přesunu čela orogénu přes pasivní okraj kontinentu je litosféra namáhána a dochází k jejímu postupnému ohybu směrem dolů, pod tíhou nasouvaných příkrovů.
Tektonický vývin periferní pánve předpolí má tři základní fáze:
1. stádium pasivního okraje, na jehož roztaženém okraji se vyvíjí klín sedimentů erodovaných z platformy.
2. stádium počáteční konvergence, kdy v důsledku ohybu kůry pod tíhou akrečního klínu vzniká rozsáhlá hlubokomořská sníženina, ve které se hromadí sedimenty flyšového typu
3. stádium pozdější konvergence, kdy orogén překrývá celý pasivní okraj a sedimentace nabývá kontinentální nebo mělkomořský charakter.

Okrajové pánve předpolí jsou zaplňovány sedimenty, které jsou erodovány z přilehlého horského pásma a nasedají na starší orogénní pásma, případně i oceánskou nebo přechodnou kůru. Mohou se plnit různými typy sedimentů. V úvodních fázích vzniku není ještě pánev předpolí zcela zaplněna sedimenty. Pánev v této fázi dosahuje největší hloubky a vzhledem ke svému velkému prohlubování je zaplňována pouze pomalu. Pánev je takzvaně „podvyživená“. V tomto prostředí se usazují turbiditní sedimenty flyšového typu. V pozdější fázi se pánev prohlubuje pomaleji a je zcela zaplňována klastickými sedimenty označovanými jako molasa. Hromadící sedimenty tvoří obrovské akumulace a způsobují svou hmotností ohýbání litosféry.